# Думбрава (Марамуреш)
Думбрава (рум. Dumbrava) — село у повіті Марамуреш в Румунії. Адміністративно підпорядковане місту Тиргу-Лепуш.
Село розташоване на відстані 380 км на північний захід від Бухареста, 29 км на південний схід від Бая-Маре, 82 км на північ від Клуж-Напоки.

## Населення
За даними перепису населення 2002 року у селі проживали 247 осіб, усі — румуни. Усі жителі села рідною мовою назвали румунську.